# Su Hui (Dichterin)

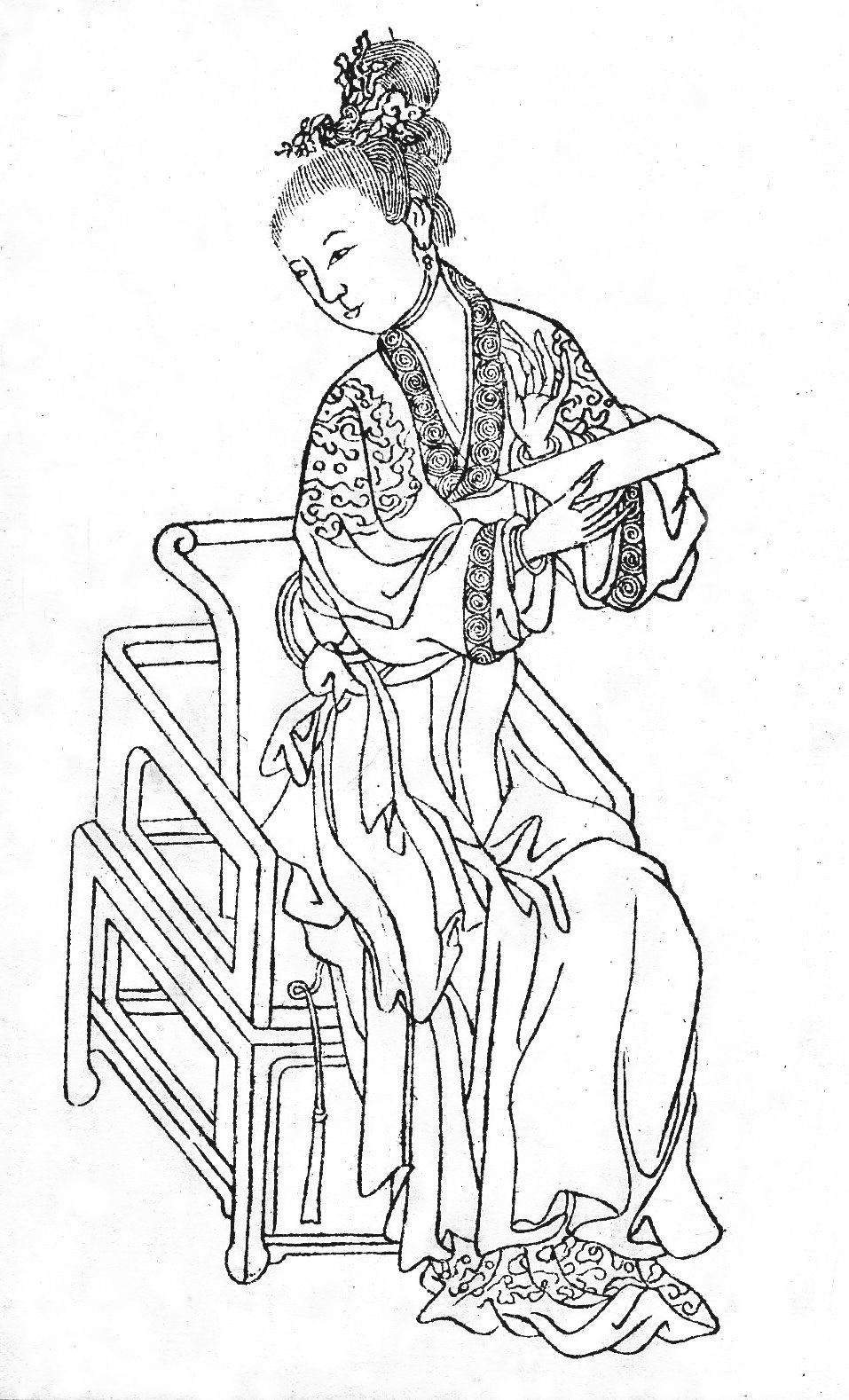
Su Hui, aus dem Buch Wan hsiao tang von Kuan-Shou, 18. Jahrhundert

Su Hui (chinesisch 蘇蕙 / 苏蕙, Pinyin Sū Huì, 4. Jahrhundert) war eine chinesische Dichterin der Mittleren Sechzehn-Reiche-Periode (304 bis 439) während der Sechs-Dynastien-Periode. Ihr Zì (Großjährigkeitsname) ist Yun Yan (chinesisch 若蘭 / 若兰, Pinyin Ruò Lán). Su ist berühmt für ihr extrem komplexes Palindrom-Gedicht Xuanji Tu, womit sie nicht nur das Genre der klassischen chinesischen Poesie innovativ voranbrachte, sondern auch das bis heute komplexeste Beispiel schuf.

## Biografie

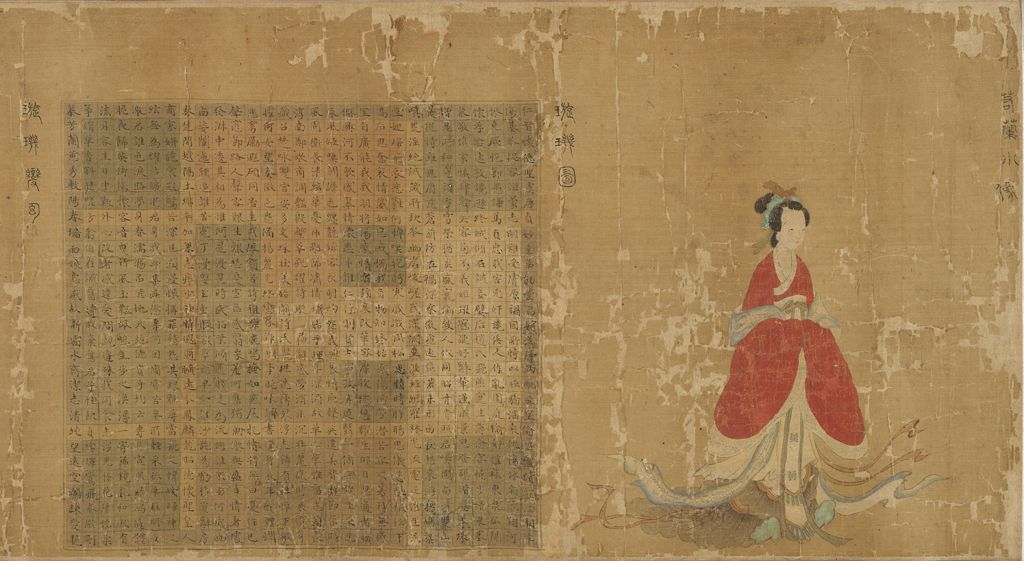
Su Hui mit ihrem großen Palindrom, dem Xuanji Tu

Hui war Dichterin im Königreich Frühere Qin (351–394). Sie stammte aus einer Literatenfamilie aus dem heutigen Kreis Fufeng in der Province Shaanxi. Hui war die dritte Tochter von Su Daozhi. Sie heiratete mit 16 Jahren (15 nach westlichem Verständnis) und zog mit ihrem Ehemann Dou Tao in den heutigen Stadtbezirk Qinzhou der Stadt Tianshui in der Provinz Gansu, deren Gouverneur er war.

## Das Palindrom-Gedicht: Xuanji Tu
Hui war für ein wichtiges und ungewöhnliches Gedicht bekannt. Es wurde in zeitgenössischen Quellen als auf Brokatstoff gewebt beschrieben, im Kreis zu lesen und aus 112 oder 840 Zeichen bestehend. In der Tang-Dynastie wurde folgende Geschichte über das Gedicht erzählt: 

„Dou Tao von Qinzhou wurde in die Wüste vertrieben, fort von seiner Frau Dame Su. Nach der Trennung von Su schwor Dou, dass er keine andere Person heiraten würde. Als er jedoch in der Wüstenregion eintraf, heiratete er sofort jemanden. Dame Su schuf ein kreisförmiges Gedicht, webte es in ein Stück Brokatstoff und sandte es ihm.“

 Eine andere Quelle nennt das Gedicht Xuanji Tu (Bild der sich drehenden Kugel) und behauptet, dass es ein nur für Dou verständliches Palindrom-Gedicht gewesen sei (was erklären würde, warum keine der Tang-Quellen es nachgedruckt hat), und als er las, soll er seine Wüsten-Gemahlin verlassen haben und zu Su Hui zurückgekehrt sein.
Der Text des Gedichtes war im mittelalterlichen China stetig im Umlauf und ging nie verloren, aber während der Song-Dynastie wurde es seltener. Die 112-Zeichen-Version war in frühen Quellen enthalten. Die frühesten Ausschnitte der 840-Zeichen-Version stammen aus einem Text von Li Fang aus dem 10. Jahrhundert. Mehrere Kopien aus dem 13. Jahrhundert wurden fälschlich berühmten Frauen der Song-Dynastie zugeschrieben. In der Ming-Dynastie wurde das Gedicht ziemlich berühmt und Gelehrte entdeckten 7.940 Möglichkeiten, es zu lesen. Im 19. Jahrhundert wurde es in dem Fantasy-Roman Blumen im Spiegel erwähnt.
Das Gedicht hat die Form eines 29-mal-29-Zeichen-Gitters und kann vorwärts und rückwärts, horizontal und vertikal, diagonal wie auch in den farblich gekennzeichneten Abschnitten gelesen werden.

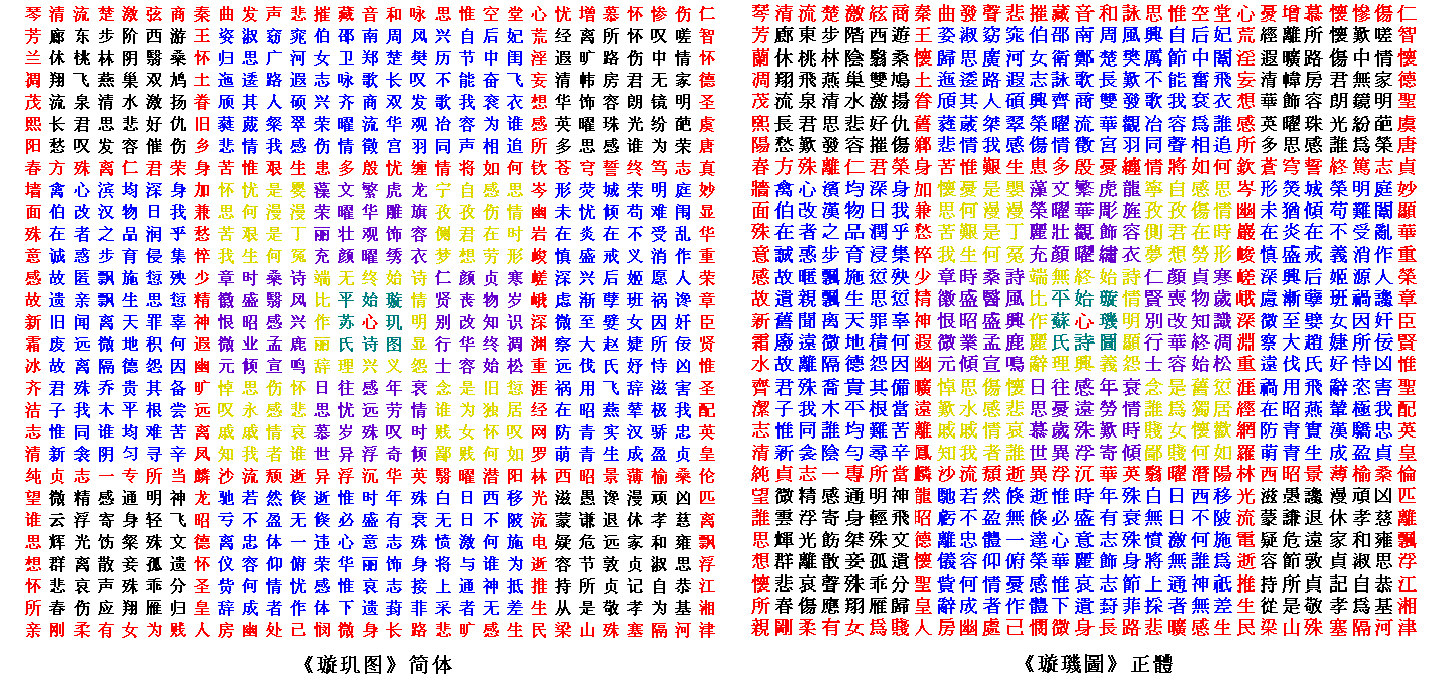
Eine vereinfachte Version mit chinesischen Kurzzeichen und das Original von Su Huis Palindrom-Gedicht Xuanji Tu

Während der Qing-Dynastie wurde das Zeichen 心 (Herz) im Zentrum des Gedichtes hinzugefügt, so dass es nun 841 Zeichen umfasst.

## Andere Gedichte
Es gibt andere Gedichte, die Su Hui zugeschrieben werden, aber sie scheinen aus der Ming-Periode zu stammen.